# Licab
Licab (Tagalog: Bayan ng Licab) ist eine philippinische Stadtgemeinde in der Provinz Nueva Ecija, in der Verwaltungsregion III, Central Luzon. Licab hat 28.254 Einwohner (Zensus 1. August 2015), die in 11 Barangays lebten. Sie wird als Gemeinde der vierten Einkommensklasse auf den Philippinen und als teilweise urbanisiert eingestuft. 
Licab liegt inmitten der zentralen Luzon-Ebene. Ihre Nachbargemeinden sind Aliaga und Zaragoza im Süden, Guimba im Norden, Victoria im Westen und Quezon im Osten. 

## Baranggays
- Aquino
- Linao
- Poblacion Norte
- Poblacion Sur
- San Casimiro
- San Cristobal
- San Jose
- San Juan
- Santa Maria
- Tabing Ilog
- Villarosa